# A Florida Enchantment

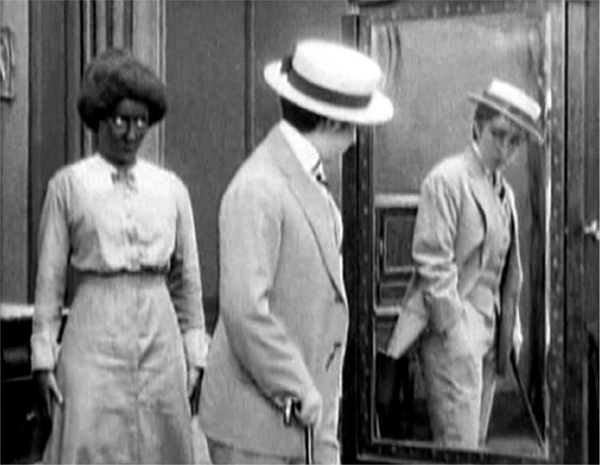
Image tirée du film.

A Florida Enchantment (1914) est un film muet réalisé par Sidney Drew et publié par le studio Vitagraph. Le long métrage comique-fantastique a été tourné à St. Augustine, en Floride, où se déroule l'histoire. Il est remarquable pour ses personnages principaux travestis, beaucoup plus tard discutés comme lesbiennes, gays et transgenres,. Le film est adapté du roman de 1891 et de la pièce de théâtre de 1896 (aujourd'hui perdue) du même nom écrits par Fergus Redmond et Archibald Clavering Gunter.

## Synopsis
Dans le film, Lillian Travers, une riche femme du Nord sur le point de se marier, rend visite à sa tante en Floride. Sur place, elle s'arrête dans un magasin de curiosités et achète un petit coffret qui contient un billet et une fiole de graines. Chez sa tante, elle lit la note qui explique que les graines changent les hommes en femmes et vice versa. En colère contre son fiancé, Fred, Lillian décide de tester les effets des graines. Le lendemain matin, Lillian découvre qu'elle s'est transformée en homme. La transformation de Lillian en Lawrence Talbot a aussi parfois été lue comme une transformation en lesbienne butch. Cette lecture est renforcée par la transformation ultérieure du fiancé de Lillian en ce qui pourrait être un homosexuel efféminé. Cependant, comme Lillian et son fiancé sont montrés attirés à la fois l'un par l'autre et par le même sexe (bien qu'à des moments différents), le film a également été considéré comme ayant la première apparition documentée de personnages bisexuels dans un film américain.

## Distribution
- Edith Storey : Lillian Travers/Lawrence Talbot
- Sidney Drew : Dr Frederick Cassadene
- Ethel Lloyd : Jane
- Grace Stevens : Constancia Oglethorpe
- Charles Kent : Major Horton
- Jane Morrow (pseudonyme de Lucille McVey, alias Mrs. Sidney Drew) : Bessie Horton
- Ada Gifford : Stella Lovejoy
- Lillian Burns : Malvina
- Allan Campbell : Stockton Remington
- Cortland van Deusen : Charley Wilkes
- Frank O'Neil : Gustavus Duncan

## Contexte de production
Le film comprend des acteurs blancs en blackface, un aspect soigneusement disséqué dans le livre de Siobhan B. Somerville Queering the Color Line Race and the Invention of Homosexuality in American Culture (Duke University Press, 2000). Depuis son inclusion dans le livre de Vito Russo en 1981, The Celluloid Closet: Homosexuality in the Movies et l'adaptation cinématographique documentaire, The Celluloid Closet (Rob Epstein et Jeffrey Friedman, 1995), A Florida Enchantment a été considérée comme l'une des premières représentations à l'écran. de l'homosexualité et du travestissement dans la culture américaine.

## Dans la culture populaire
Le film est un élément central du roman 2020 Antkind de Charlie Kaufman.